# Sherlock (tv-serie)
 For alternative betydninger, se Sherlock Holmes (flertydig). (Se også artikler, som begynder med Sherlock Holmes)
Sherlock er en britisk tv-serie baseret på sir Arthur Conan Doyles originale fortællinger om Sherlock Holmes. Benedict Cumberbatch spiller Sherlock Holmes og Martin Freeman spiller dr. John H. Watson. Tv-serien bygger på bøgerne, men foregår i det 21. århundrede og dermed med teknologi som mobiltelefoner, internet osv. På trods af de over hundrede års forskel, er der en del lighedspunkter fx har dr. Watson deltaget i den britiske hærs kampe i Afghanistan, før mødet med Sherlock Holmes.
Den første sæson med tre afsnit havde premiere i 2010. Anden sæson fulgte i 2012 med endnu tre afsnit og den tredje sæson havde premiere i januar 2014. Serien har fået ekstremt positive anmeldelser og blev solgt til mere end 200 territorier og lande, heriblandt Danmark. Den er blevet nomineret utallige priser, heriblandt BAFTA, Emmy og Golden Globe.

## Sæson 1 (2010)
- A Study in Pink (En studie i lyserødt[1])
  - A Study in Scarlet, 1887 - En Studie i Rødt, 1893
- The Blind Banker (Den blinde bankmand[2])
- The Great Game (Farlig leg[3])

## Sæson 2 (2012)
- A Scandal in Belgravia (Skandalen i Belgravia[4])
  - A Scandal in Bohemia, 1891 - (En skandale i Bøhmen)
- The Hounds of Baskerville (Baskervilles hunde[5])
  - The Hound of the Baskervilles, 1902 - (Baskervilles Hund)
- The Reichenbach Fall (Sherlock Holmes' død[6])
  - The Final Problem, 1893 - Sherlock Holmes' død, 1898

## Sæson 3 (2014)
- Many Happy Returns (Mini-episode)
- The Empty Hearse (Den tomme ligvogn[7])
  - The Adventure of the Empty House, 1903 - Historien om det Tomme Hus, 1917
- The Sign of Three (De 3's tegn[8])
  - The Sign of the Four, 1890 - De Fires Tegn, 1894
- His Last Vow (Hans sidste løfte[9]) med Lars Mikkelsen som skurken Charles Augustus Magnussen
  - His Last Bow, 1917 - (Hans Sidste Buk)

## Uden for sæson (2016)
- The Abominable Bride (Den afskyelige brud[10])
  - The Adventure of the Musgrave Ritual, 1893 – Mordet i Reigate, 1902

## Soundtracks
- Sherlock: Series One Soundtrack (2010)
- Sherlock: Series Two Soundtrack (2012)
- Sherlock: Series Three Soundtrack (2014)